# Monti Gerecse

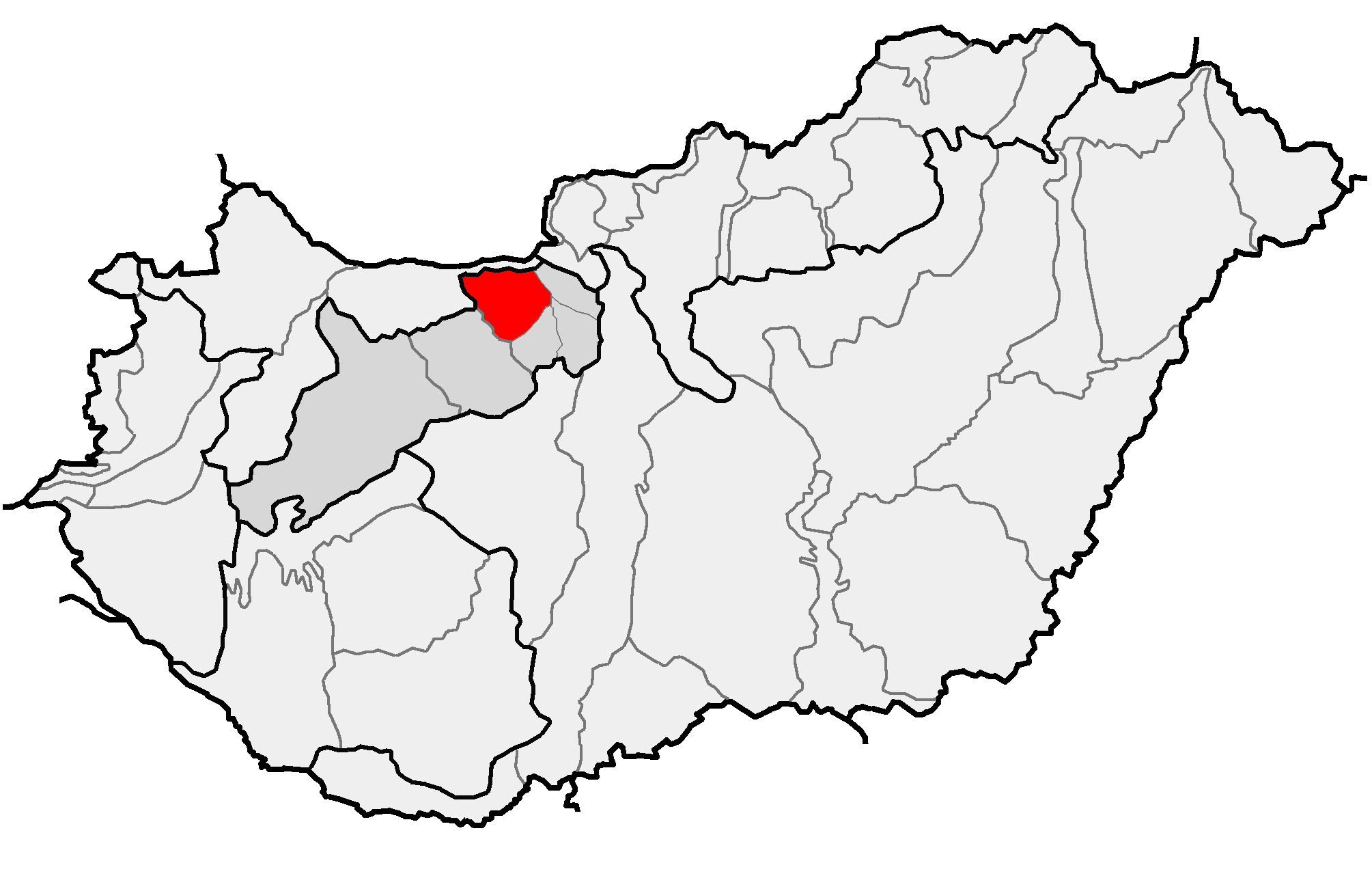

I Monti Gerecse (ungherese: Gerecse-hegység ) sono un'area collinare di modesta altezza che si trova in Ungheria nella parte settentrionale del Transdanubio.

## Geografia
I Monti Gerecse sono della formazioni calcaree che fanno parte delle Montagne del Transdanubio, hanno una altezza che varia fra un minimo di 250 ed un massimo di 633 metri, sono localizzate fra la città di Tatabánya ed il Danubio. Le pendici sono fittamente ricoperte da foreste di querce, carpini e faggi.
I monti Gerecse fanno parte di una Area naturale protetta costituita nel 1977. L'area è limitata a nord dal fiume Danubio, a est dal bacino di Zsámbék, a sud-ovest dal bacino di Tata, e ad ovest dal territorio del Kisalföld. Nell'area protetta è presente un parco forestale all'interno del quale si trova un'area di Birdwatching di 20.300 ha. in cui si possono osservare l'aquila imperiale ed il falco sacro, entrambi questi uccelli si riproducono nell'area.
I Monti Gerecse sono sul percorso ungherese del Sentiero Europeo E4.